# Cửa khẩu Lào Cai
Cửa khẩu Quốc tế Lào Cai là cửa khẩu quốc tế nằm tại phường Lào Cai, tỉnh Lào Cai, Việt Nam .
Cửa khẩu quốc tế Lào Cai thông thương qua cầu Hồ (Hồ Kiều) bắc qua sông biên giới Nậm Thi , tới cửa khẩu quốc tế Hà Khẩu (河口口岸), thuộc huyện Hà Khẩu, châu tự trị Hồng Hà, tỉnh Vân Nam, Trung Quốc.

## Hoạt động
Cửa khẩu Quốc tế Lào Cai là thành tố nòng cốt lập ra Khu kinh tế Cửa khẩu Lào Cai, bao gồm vùng đất rộng lớn từ thành phố Lào Cai đến cửa khẩu Mường Khương .
Các hoạt động kinh tế và giao thương phát triển hiệu quả dẫn đến tháng 9/2016 Thủ tướng Chính phủ đã ký Quyết định số 4/2016/QĐ-TTg về việc mở rộng Khu kinh tế Cửa khẩu Lào Cai, tỉnh Lào Cai .
Cửa khẩu cũng là nơi hội tụ các loại quặng từ các tỉnh phía bắc để xuất khẩu, làm phương hại đến lợi ích của thế hệ mai sau.

## Chỉ dẫn
1. ↑  Trong tiếng dân tộc Thái "nậm" đã có nghĩa là sông. Trong chữ Hán Việt "kiều" đã có nghĩa là cầu.